# Christologie non chrétienne
La christologie non chrétienne s'écarte de la christologie issue des différentes confessions du christianisme. D'autres religions, comme l'islam ou l'hindouisme, étudient le personnage et les actes de Jésus de Nazareth selon leur propre foi. L'Afrique, pour sa part, repense la personne du Christ à la lumière de ses traditions.
Le terme de « christologie » renvoie à Jésus de Nazareth en tant que Christ et relève donc exclusivement du christianisme. Les théologiens l'emploient cependant plus souvent que des néologismes comme « jésuslogie », « jésulogie » ou « jésuologie », plus exacts quant au sens mais moins répandus parmi les spécialistes.

## Présentation
Le théologien Charles Nyamiti observe à ce sujet : « Il y a une christologie non chrétienne. Cette appellation peut à première vue paraître contradictoire mais elle se réfère à une importante réalité qui désigne ce que l'on pourrait appeler "le discours sur le Christ caché" dans les religions et la culture traditionnelles africaines. » 
Sur le fond, la christologie non chrétienne pose le débat entre « norme » et « pluralisme » parmi les théologiens, selon Angelo Amato.

## Christologie musulmane

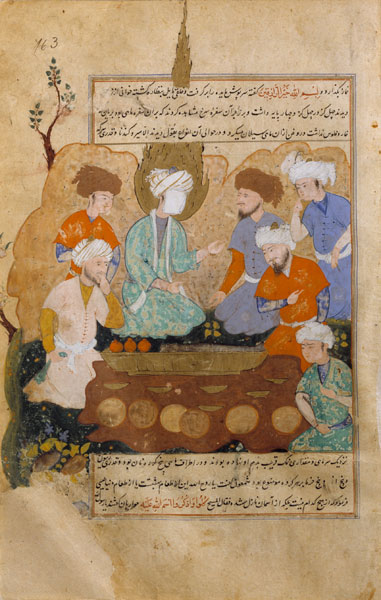
Îsâ offre de la nourriture miraculeuse à ses disciples.

Le personnage du Christ jouit d'une grande considération dans l'islam qui partage certaines conceptions sur sa personne avec le christianisme.

### Jésus le prophète
Différents auteurs parlent de « christologie musulmane », à l'instar de Youakim Moubarac, ou de « christologie coranique ». André Gounelle parle plutôt de « christologie de type musulman ». Ce dernier rappelle qu'on a pu se demander, du côté chrétien, si l'islam et le christianisme ne sont pas plutôt des versions opposées d'une même foi plutôt que deux religions séparées, tant les liens et la parenté entre les deux croyances sont étroits. Les docteurs musulmans insistent sur le fait que le Coran s’inscrit dans le prolongement et la confirmation du message des précédents prophètes, dont Jésus, expliquant que le Coran restaure les vraies paroles de ce dernier, altérées dans les écritures faussées par les juifs et les chrétiens.
Quelle que soit son importance, Jésus ne peut être séparé des autres prophètes. Il est présenté comme l'un des modèles du bon musulman, conforme - ou soumis - à Dieu, sans pourtant participer à la divinité. Néanmoins, sur ce point, les abords christologiques divergent entre sunnites et chiites : là où les premiers se montrent intransigeants par rapport à la transcendance divine, les seconds, sans aller jusqu'à l'incarnation, envisagent une certaine manifestation divine à travers la personne du Christ. Outre ce rejet de la nature divine de Jésus, l'islam rejette le salut par le Christ, la trinité et la crucifixion de Jésus, bien que les commentateurs ne s'accordent pas tous sur ce point fondé sur un passage ambigu du Coran.

### Dans le Coran
Îsâ est cité vingt-cinq fois dans le Coran, souvent désigné sous le nom d’al-Masïh (traduction littérale du grec ancien christos, l'« oint »), un titre en usage dans la première communauté musulmane d'Arabie. Le Coran ne présente pas d'explication précise de la fonction de Messie.
Pour l'islam, Jésus (Îsâ) est né miraculeusement d'une vierge par la Volonté de Dieu (Coran, sourates 3:35-37 et 3:43). Il est le Verbe de Dieu (Coran 3:39, 3:45, 4:170). Il a reçu le Souffle divin (4:171) comme les autres humains  (15:29, 32:9 et 38:72). Né pur (19:19), il a été renforcé par l'Esprit Saint (2:87 et 253, 5:113).
Îsâ a accompli des miracles (3:49, 5:113 et 5:115-118) avec la permission de Dieu. Il n'a pas été crucifié mais a été élevé au Ciel par Dieu (4:157). Îsâ a prédit la venue du dernier prophète, Mahomet (61:6 et 7:157).

### Traditions musulmanes
Des traditions diverses existent dans l'islam. Dans le sunnisme traditionnel, le fait qu'il a été crucifié ou non n'est pas clair. Certains textes, comme le Coran, insistent pour dire qu'il n'a pas été crucifié. Jésus serait parvenu à ce qu'une autre personne lui soit substituée au dernier moment. Dans la branche musulmane dite ahmadisme, il a été effectivement crucifié, mais plongé dans un profond coma, ses bourreaux ont cru qu'il était mort. Il a été mis dans une tombe taillée dans le roc, dont il est parvenu à sortir. Après quelques apparitions à ses disciples pour mettre en place sa prédication, il est allé se réfugier de l'autre côté de l'Euphrate qui n'était pas sous contrôle romain. Il a mis au point une pommade pour se soigner lui-même connue sous le nom de « pommade d'Îsâ ». Il a alors beaucoup voyagé en délivrant son message aux Tribus perdues d'Israël. Il serait mort au Cachemire à un âge avancé. Son supposé tombeau, le Roza Bal est visible à Srinagar (voir Ahmadisme#Jésus en Inde).
Dans toutes les traditions son retour est attendu pour la fin des temps.

## Christologie et hindouisme
Plusieurs auteurs ont analysé les liens entre Jésus-Christ et l'hindouisme dans cette perspective, on peut parler de christologie proprement pluraliste. On citera notamment Raimon Panikkar et le jésuite Jacques Dupuis. Jésus-Christ est parfois considéré comme un avatar de Vishnou, à l'instar de Bouddha ou Mahomet
À partir du début du XIXe siècle, certains penseurs hindous se sont intéressés à Jésus à travers les évangiles pour nourrir une conception spécifique de ce dernier qu'ils intègrent dans leur propre religion ou spiritualité propre tout en restant fondamentalement attachés à cette dernière.
Leur vision christologique détache Jésus des définitions dogmatiques occidentales traditionnellement liées aux grands conciles, proposant un « Christ sans attache » différent de l’enseignement des Églises. Ils considèrent que la vision traditionnelle de Jésus est engoncée par la doctrine et les rites, figée dans une image superficielle souffrant d'un « déficit d'intériorité ».
Ces penseurs font du Jésus des Évangiles un « homme archétypal » qui éveille de l'assoupissement spirituel en suivant les trois « voies » que distingue la religion hindouiste : celle de la connaissance, celle de la piété et celle de l'éthique de soi. Jésus constitue d'abord un des modèles d'inspiration par sa recherche de la vérité et par son attitude non-violente — rapprochée de celle de Gandhi — qui le pousse à accepter la mort pour ses idéaux. Considéré comme un avatar qui a reçu en lui la divinité, Jésus est ensuite porteur d'une piété mystique qui propose, suivant Sarvepalli Radhakrishnan, (1888-1975) de s'abandonner au divin pour ainsi devenir un christ. Enfin, le dévouement et l'oubli de soi dont fait preuve Jésus en fait un guru au service des autres, dénué d'égoïsme et de dessein personnel dont l'idéal est à suivre. Bai Manilal Parekh, auteur d'un Portrait hindou de Jésus-Christ, voit en Jésus un ascète rigoureux qui génère l'harmonie, à l'instar des yogis.
Pour Vivekananda (1863-1902) le fondateur de la mission Ramakrishna qui fut la première communauté hindoue à faire de la propagande pour la spiritualité hindoue en dehors de l'Inde, Jésus était une incarnation de Dieu, mais sa vie et sa mort sans signification. En effet, Samartha rapporte dans son livre Hindus (p. 64) que le sage hindou répondit à quelqu'un qui l'interrogeait sur la crucifixion :" Le Christ était Dieu sous forme humaine; personne ne pouvait le tuer. Ce qui fut crucifié n'était qu'une ombre, un fantôme".
Jésus est pour Mahtma Gandhi (1869-1948) un grand maître de l'humanité : " Il est la plus grande source de force spirituelle qu'un homme ait jamais connue, et le plus haut exemple d'un homme (...) qui toujours offrait, sans jamais attendre de contrepartie". Mais le Jésus historique n'intéresse pas Gandhi : "cela ne m'aurait jamais préoccupé que quelqu'un puisse démontrer que l'homme nommé Jésus n'ait jamais vécu". La raison en est que, dit Gandhi, " Chacun de nous est un fils de Dieu et est capable de faire ce que jésus a réalisé, pour peu que nous essayions d'exprimer en nous le divin",

## Christologie et bouddhisme
Le bouddhisme parle très peu de Jésus. Le Dalaï-lama, Tenzin Gyatso, et Laurence Freeman ont commenté les textes des évangiles au cours d'un séminaire, commentaires compilés en 1996 dans un ouvrage intitulé Le Dalaï-Lama parle de Jésus : Une perspective bouddhiste sur les enseignements de Jésus. Dans cet ouvrage, il présente sa vision de Jésus Christ :« Pour moi, bouddhiste, Jésus-Christ fut soit un être pleinement illuminé, soit un Bodhisattva de très haute réalisation spirituelle." Tenzin Gyatso explique également que le lien entre l'absolu – le créateur divin – et la figure historique de Jésus-Christ ou du Bouddha historique peuvent se voir comme « les émergences spontanées de l'état ultime et intemporel de dharmakaya ou Corps de Vérité d'un Bouddha ». Il rapproche également dans ce même ouvrage, le concept théologique de la Trinité (Père, Fils et Saint Esprit) et celui de Trikāya (Nirmāṇakāya, Sambhogakāya, Dharmakāya).
Thich Nhat Hanh a également écrit un ouvrage intitulé Bouddha Vivant, Christ Vivant, dans lequel il met en lumière les correspondances entre les deux traditions.

## Le «Christ-Ancêtre» de l'Afrique
L'Afrique a donné naissance à une « théologie du Christ-Ancêtre » dont Bede Ukwuje présente ainsi les prémices : « La christologie du Christ-Ancêtre proposée par Charles Nyamiti et Bénézet Bujo ose penser l’incarnation de Dieu en Jésus-Christ, en s’inscrivant dans la ligne des "christologies d’en bas" des théologiens allemands, Karl Rahner, Hans Küng et Jean-Baptiste Metz. Elle reconduit, néanmoins, les données ethnologiques et anthropologiques déjà exploitées par l’apologétique du monothéisme primitif. Cette christologie en vient donc à penser l’incarnation de Dieu en Jésus-Christ tout en laissant intacte l’idée de Dieu comme l’Être suprême. »

### Ouvrages francophones
- Roger Arnaldez, Jésus dans la pensée musulmane, coll. « Jésus et Jésus-Christ », éd. Desclée, 1988,  (ISBN 2-7189-0365-1) (BNF 34955333)
- Jacques Dupuis, sj, Jésus-Christ à la rencontre des religions, Desclée, Paris, 1994 (2e édition). L’auteur décrit notamment « les différentes façons dont le néo-hindouisme tend à interpréter Jésus-Christ […] : le Jésus des Béatitudes [Gandhi]; le Christ de la bhakti [K.C. Sen] ; le Christ de la philosophie néo-vedantine [S. Radhakrishnan] ; le Christ-avatara Swami Akhilananda; le christ yogi [M.C. Parekh] ; le Christ de la mystique d’advaita [Brahmabandhab Upadhyaya]. »
- Michel Fédou, sj, Regards asiatiques sur le Christ, coll. « Jésus et Jésus-Christ », no 77, Paris, éd. Desclée, 1998
- Michel Fédou, sj, Jésus-Christ au fil des siècles. Une histoire de la christologie, Cerf, 2019  (ISBN 978-2-204-12565-9), p. 463-480
- Dennis Gira et Fabrice Midal, Bouddha, Jésus : quelle rencontre possible ?, éd. Bayard, 2006
- André Gounelle, Parler du Christ, Paris, éd. Van Dieren, 2003, extraits en ligne
- Pierre Jay, Théologie africaine au XXIe siècle : Quelques figures, Cerf, 2002
- Tarif Khalidi (en), Un musulman nommé Jésus, dits et récits dans la littérature islamique, coll. « Islam des Lumières », éd. Albin Michel, 2003  (ISBN 2226142657 et 9782226142658)
- Raimon Panikkar, Le Christ et l’hindouisme, une présence cachée, Paris, éd. Centurion, 1972
- Karl Rahner, sj, Traité fondamental de la foi, Cerf, 2011  (ISBN 978-2-204-09285-2), chap. « Jésus Christ dans les religions non chrétiennes », p. 348-359
- Hans Waldenfels, sj, Jésus-Christ et les religions, préf. de Christoph Theobald, éd. Salvator, 2011  (ISBN 978-2706708428)

### Autres langues
- (en) Akhilananda, The Hindu View of Christ, Philosophical Library, New-York, 1949.[Swami Akhilananda (1894-1962) diffusa aux États-Unis le message de Sri Ramakrishna
- (en) Oddbjorn Leirvik, Images of Jesus Christ in Islam, éd. Continuum International, 2010, extraits en ligne
- (en) Parekh (M.C.), A Hindu’s Portrait of Jesus, Rajkot, 1953. [M.C. Parekh vécut de 1885 à 1967.]
- (en) Samartha (S.J.), The Hindu Response to the Unbound Christ, Christian Literature Society, Madras, 1974, sur lequel s’appuie fortement Jacques Dupuis.
- (en) Scott (D.C.), Keshub Chunder Sen, Christian Literature Society, Madras, 1979.
- (en) Sen (K.C.), Lectures in India, 2 vols., Cassel, London, 1901-1904. Keshub Chunder Sen (1838-1884), membre éminent du Brahmo Samaj, fonda l’Église de la « Nouvelle Dispensation ».
- (en) Staffner (H.), The Significance of Jesus Christ in Asia, Gujarat Sahitya Prakash, Anand, 1985.
- (en) Thomas (W.M.), The Aknowledged Christ of the Indian Renaissance, SCM Press, Londres, 1969, sur lequel s’appuie Jacques Dupuis
- (en) Oddbjorn Leirvik, Images of Jesus Christ in Islam, éd. Continuum International, 2010, extraits en ligne